# Лихтенштейнско-сан-маринские отношения
Лихтенштейнско-сан-маринские отношения — двусторонние дипломатические отношения между княжеством Лихтенштейн и республикой Сан-Марино.

## История
23 сентября 2009 года была подписана конвенция между Республикой Сан-Марино и Княжеством Лихтенштейн об избежании двойного налогообложения в отношении налогов на доходы, также страны обменялись письмами. С 5 июля по 11 июля 2011 года состоялся обмен дипломатическими нотами в целях  официального установления дипломатических отношений.
25 февраля 2020 года состоялись двусторонние встречи министров Лихтенштейна и Сан-Марино, где обсуждались проблемы интеграции карликовых государств в ЕС. По итогам переговоров, министр Лихтенштейна проявил интерес к дальнейшим переговорам по соглашению об ассоциации и заверил, что его страна готова обмениваться опытом в различных секторах, прежде всего в банковском и финансовом секторе и в борьбе с коррупцией. 6 июля 2020 года Лихтенштейн пожертвовал 20 000 швейцарских франков Сан-Марино для борьбы с COVID-19. Лихтенштейн участвует в приёме и обмене учащихся Высшей средней школы Сан-Марино. Виза не требуется гражданам Сан-Марино для въезда в Лихтенштейн, в условиях пребывания до 90 дней в полугодие.

## Дипломатические миссии
- Лихтенштейн не представлен в Сан-Марино ни на каком уровне.
- Сан-Марино не представлен в Лихтенштейне ни на каком уровне.